# Río Trave
El Trave es un río en el estado Schleswig-Holstein en Alemania. Tiene una longitud de aproximadamente 124 kilómetros (77,1 mi), y se extiende desde su nacimiento cerca del pueblo de Gießelrade en Ostholstein hasta Travemünde, donde desemboca en el mar Báltico. Pasa por Bad Segeberg, Bad Oldesloe y Lübeck, donde se conecta con el Canal Elba-Lübeck.  Es navegable para barcos que navegan desde el Báltico hasta los puertos de Lübeck.  El túnel de Herren atraviesa el Trave, al igual que numerosos puentes, y un ferry conecta Travemünde con Priwall. Los afluentes del Trave incluyen el Wakenitz y el Stepenitz.
A principios de la Edad Media, el curso superior del Trave (junto con el Schwentine) formaba parte del Limes Saxoniae y del límite occidental de Wagria .  En el casco antiguo de Lübeck, el río forma parte de las fortificaciones de la ciudad medieval. Las partes bajas forman hoy la frontera entre Schleswig-Holstein y Mecklemburgo-Pomerania Occidental.
El curso del Bajo Trave se formó durante la última edad de hielo (glaciación Weichseliana), cuando los flujos glaciares excavaron profundos fiordos en lo que hoy es la costa del Mar Báltico.  Desde el final de la Edad del Hielo, el surco se comunica con el mar y su extremo inferior se llama Traveförde (fiordo de Trave).
La zona que rodea el curso del Trave está catalogada como «hábitat de flora y fauna» preservado por la Directiva de Hábitats de la Unión Europea . El río atraviesa o pasa junto a una serie de reservas naturales y tierras no urbanizadas, y su cuenca alberga una variedad de especies animales raras y en peligro de extinción. La zona es un destino popular para practicar senderismo, ciclismo, piragüismo y pesca. La organización alemana Amigos de la Naturaleza ha declarado el Trave como paisaje fluvial alemán del año 2016/17.  